# Nicola Bianchi
Nicola Bianchi (Sassari, 26 avril 1980) est un homme politique italien.

## Biographie
En 2013, il est élu député de la circonscription Sardaigne pour le Mouvement 5 étoiles.